# Slovaška na Svetovnem prvenstvu v hokeju na ledu 2009
Slovaška na Svetovnem prvenstvu v hokeju na ledu 2009 ED, ki je potekalo med 24. aprilom in 10. majem 2009 v švicarskih mestih Bern in Kloten. 

## Postava
- Selektor: Ján Filc (pomočnika: Ľubomír Pokovič in František Hossa)
- Vratarji: Ján Lašák, Rastislav Staňa, Jaroslav Halák
- Branilci: Peter Smrek, Ivan Baranka, Ivan Švarný, Dominik Graňák, René Vydarený, Jaroslav Obšut, Andrej Sekera, Boris Valábik
- Napadalci: Jiří Bicek, Milan Bartovič, Štefan Ružička, Michal Macho, Rastislav Pavlikovský, Juraj Štefanka, Ľuboš Bartečko (kapetan), Michal Handzuš, Ladislav Nagy, Peter Ölvecký, Tomáš Surový, Juraj Mikúš, Marcel Hossa, Branko Radivojevič

## Tekme

### Skupinski del
| 24. april 2009 | Slovaška | 4 – 3 | Madžarska | Schluefweg, Kloten |

| Poročilo tekme | Poročilo tekme                                                      | Poročilo tekme         | Poročilo tekme                                         | Poročilo tekme                                                  |
| -------------- | ------------------------------------------------------------------- | ---------------------- | ------------------------------------------------------ | --------------------------------------------------------------- |
| Začetek: 20:15 | S. Ružička 01:46 L. Bartečko 38:13 M. Hossa 39:04 L. Bartečko 59:47 | ( 1 – 0, 2 – 1, 1 – 2) | 22:01 R. Holéczy 42:52 I. Peterdi 54:04 (PP1) T. Sille | Gledalci: 4.773 Sodnika: Brent Reiber Sodnika: Vladimir Sindler |

| 26. april 2009 | Slovaška | 1 – 2 (PS) | Belorusija | Schluefweg, Kloten |

| Poročilo tekme | Poročilo tekme | Poročilo tekme                       | Poročilo tekme                         | Poročilo tekme                                                     |
| -------------- | -------------- | ------------------------------------ | -------------------------------------- | ------------------------------------------------------------------ |
| Začetek: 16:15 | M. Hossa 57:06 | ( 0 – 0, 0 – 1, 1 – 0, 0 - 0, 0 - 1) | 33:17 A. Stas 65:00 (GWG) O. Antonenko | Gledalci: 5.256 Sodnika: Vjačeslav Bulanov Sodnika: Rafail Kadirov |

| 28. april 2009 | Kanada | 7 – 3 | Slovaška | Schluefweg, Kloten |

| Poročilo tekme | Poročilo tekme | Poročilo tekme         | Poročilo tekme                                             | Poročilo tekme                                                    |
| -------------- | --- | ---------------------- | ---------------------------------------------------------- | ----------------------------------------------------------------- |
| Začetek: 20:15 | D. Roy (PP1) 04:50 S. Doan (PP2) 06:54 J. Spezza (PP1) 16:51 I. White 29:39 S. Weber (PP2) 33:41 S. Stamkos (PP1) 35:04 J. Spezza 42:04 | ( 3 – 0, 3 – 1, 1 – 2) | 26:05 T. Surový 55:40 (PP1) M. Hossa 58:48 (PP1) D. Graňák | Gledalci: 6.300 Sodnika: Thomas Sterns Sodnika: Marcus Vinnerborg |

### Kvalifikacijski krog
| 1. maj 2009 | Finska | 2 – 1 (OT) | Slovaška | Schluefweg, Kloten |

| Poročilo tekme | Poročilo tekme                          | Poročilo tekme                | Poročilo tekme    | Poročilo tekme                                                 |
| -------------- | --------------------------------------- | ----------------------------- | ----------------- | -------------------------------------------------------------- |
| Začetek: 20:15 | S. Kapanen (SH1) 15:05 S. Kapanen 63:39 | ( 1 - 0, 0 - 1, 0 - 0, 1 - 0) | 22:01 L. Bartečko | Gledalci: 4.444 Sodnika: Rafail Kadyrov Sodnika: Sören Persson |

| 2. maj 2009 | Češka | 8 – 0 | Slovaška | Schluefweg, Kloten |

| Poročilo tekme | Poročilo tekme | Poročilo tekme         | Poročilo tekme | Poročilo tekme                                               |
| -------------- | --- | ---------------------- | -------------- | ------------------------------------------------------------ |
| Začetek: 16:15 | J. Jágr 06:35 J. Jágr 09:08 M. Blaťák (PP2) 12:48 R. Cervenka 15:25 A. Kotalík 25:07 R. Cervanka 29:08 M. Michálek 30:12 P. Eliáš 38:14 | ( 4 – 0, 4 – 0, 0 – 0) |                | Gledalci: 5.165 Sodnika: Brent Reiber Sodnika: Thomas Sterns |

| 4. maj 2009 | Slovaška | 3 – 2 (OT) | Norveška | Schluefweg, Kloten |

| Poročilo tekme | Poročilo tekme                                            | Poročilo tekme                | Poročilo tekme                                   | Poročilo tekme                                               |
| -------------- | --------------------------------------------------------- | ----------------------------- | ------------------------------------------------ | ------------------------------------------------------------ |
| Začetek: 16:15 | Š. Ružička (PP1) 07:22 P. Smrek 09:09 L. Nagy (PP1) 62:07 | ( 2 – 0, 0 – 1, 0 – 1, 1 - 0) | 27:21 (PP1) A. Bastiansen 45:27 (PP1) L. E. Lund | Gledalci: 2.901 Sodnika: Rafail Kadirov Sodnika: Rick Looker |

## Seznam reprezentantov s statistiko

### Vratarji
| #  | Igralec         | OT | OMIN | PG | PGT   | KM | PPPG | PSHG |
| 1  | Ján Lašák       | 4  | 57   | 10 | 10,62 | 0  | 2    | 0    |
| 29 | Rastislav Staňa | 4  | 125  | 4  | 1,92  | 0  | 1    | 0    |
| 31 | Jaroslav Halák  | 4  | 189  | 10 | 3,17  | 0  | 6    | 1    |
| -- | --------------- | -- | ---- | -- | ----- | -- | ---- | ---- |

### Drsalci
| #  | Igralec               | OT | DG | DA | TOČ | DGT  | DAT  | DPPG | DPPGT | DSHG | DSHGT | KM |
| 4  | Jiří Bicek            | 6  | 0  | 0  | 0   | 0    | 0    | 0    | 0     | 0    | 0     | 2  |
| 6  | Peter Smrek           | 6  | 1  | 0  | 1   | 0,17 | 0    | 1    | 0,17  | 0    | 0     | 6  |
| 7  | Ivan Baranka          | 6  | 0  | 1  | 1   | 0    | 0,17 | 0    | 0     | 0    | 0     | 4  |
| 10 | Milan Bartovič        | 6  | 0  | 0  | 0   | 0    | 0    | 0    | 0     | 0    | 0     | 2  |
| 12 | Ivan Švarný           | 3  | 0  | 0  | 0   | 0    | 0    | 0    | 0     | 0    | 0     | 0  |
| 14 | Štefan Ružička        | 6  | 2  | 1  | 3   | 0,33 | 0,17 | 1    | 0,17  | 0    | 0     | 2  |
| 15 | Dominik Graňák        | 6  | 1  | 1  | 2   | 0,17 | 0,17 | 1    | 0,17  | 0    | 0     | 2  |
| 17 | Michal Macho          | 1  | 0  | 0  | 0   | 0    | 0    | 0    | 0     | 0    | 0     | 0  |
| 19 | Rastislav Pavlikovský | 4  | 0  | 0  | 0   | 0    | 0    | 0    | 0     | 0    | 0     | 0  |
| 20 | Juraj Štefanka        | 4  | 0  | 0  | 0   | 0    | 0    | 0    | 0     | 0    | 0     | 6  |
| 23 | Ľuboš Bartečko        | 6  | 3  | 0  | 3   | 0,5  | 0    | ?    | ?     | ?    | ?     | 6  |
| 26 | Michal Handzuš        | 6  | 0  | 4  | 4   | 0    | 0,67 | 0    | 0     | 0    | 0     | 6  |
| 27 | Ladislav Nagy         | 6  | 1  | 2  | 3   | 0,17 | 0,33 | 1    | 0,17  | 0    | 0     | 2  |
| 28 | Peter Ölvecký         | 5  | 0  | 1  | 1   | 0    | 0,2  | 0    | 0     | 0    | 0     | 2  |
| 29 | René Vydarený         | 6  | 0  | 1  | 1   | 0,17 | 0,17 | 0    | 0     | 0    | 0     | 0  |
| 34 | Tomáš Surový          | 5  | 1  | 0  | 1   | 0,2  | 0    | 0    | 0     | 0    | 0     | 0  |
| 43 | Jaroslav Obšut        | 6  | 0  | 1  | 1   | 0    | 0,17 | 0    | 0     | 0    | 0     | 0  |
| 44 | Andrej Sekera         | 6  | 0  | 2  | 2   | 0    | 0,33 | 0    | 0     | 0    | 0     | 2  |
| 48 | Boris Valábik         | 6  | 0  | 0  | 0   | 0    | 0    | 0    | 0     | 0    | 0     | 16 |
| 71 | Juraj Mikúš           | 6  | 0  | 1  | 1   | 0    | 0,17 | 0    | 0     | 0    | 0     | 2  |
| 81 | Marcel Hossa          | 6  | 3  | 2  | 5   | 0,5  | 0,33 | 1    | 0,17  | 0    | 0     | 4  |
| 92 | Branko Radivojevič    | 6  | 0  | 1  | 1   | 0    | 0,17 | 0    | 0     | 0    | 0     | 4  |
| -- | --------------------- | -- | -- | -- | --- | ---- | ---- | ---- | ----- | ---- | ----- | -- |